# Acer atheniense
Acer atheniense é uma espécie de árvore do gênero Acer, pertencente à família Aceraceae.